# Solid Edge
Solid Edge — система твердотельного и поверхностного моделирования производства Siemens PLM Software, в которой реализованы как параметрическая технология моделирования на основе конструктивных элементов и дерева построения, так и технология вариационного прямого моделирования. Данная технология, разработанная компанией Siemens PLM Software (до 2007 года — UGS Corp.), получила название «синхронная технология».
Система Solid Edge построена на основе ядра геометрического моделирования Parasolid и вариационного решателя D-Cubed и использует графический пользовательский интерфейс Microsoft Fluent. Система Solid Edge предназначена для моделирования деталей и сборок, создания чертежей, управления конструкторскими данными, и обладает встроенными средствами конечноэлементного анализа.

## История создания
Система Solid Edge была разработана в 1995 году компанией Intergraph на основе геометрического ядра ACIS. Средства проектирования деталей из листового металла впервые были представлены в октябре 1997 года в версии V3.5. После приобретения компанией UGS Corp. в 1998 году программный продукт (начиная с версии V5) был переведен на ядро геометрического моделирования Parasolid. С сентября 2006 года появляется продукт для создания 2D-документации — Solid Edge 2D Drafting. В 2007 года концерн Siemens приобрел UGS Corp. В 2008 года впервые была выпущена версия Solid Edge с поддержкой синхронной технологии. С этого момента в названиях версий появляется приставка ST (synchronous technology) c порядковым номером версии. Начиная с версии Solid Edge ST3, вышедшей в 2010 году, в системе реализована комбинированная технология моделирования, объединившая параметрическое и прямое моделирование в пределах одной и той же модели.
Версия системы Solid Edge 2019 включает в себя лучшие в своем классе технологии проектирования электрических систем и печатных плат, новые возможности по управлению требованиями, полностью интегрированные средства численного моделирования, новейшие инструменты подготовки субтрактивного и аддитивного производства, а также бесплатную поддержку защищенной совместной работы в облаке.

## Описание

### Базовые конфигурации
Solid Edge является модульной системой, то есть возможности системы зависят от той или иной конфигурации. Конфигурации отличаются набором функциональных возможностей. К основным базовым конфигурациям можно отнести следующие:
- Solid Edge Foundation (включает в себя базовые возможности системы):

- Четыре среды моделирования: Деталь, Листовая деталь, Сборка, Чертеж
- Параметрическая, синхронная и комбинированная среда моделирования деталей
- Твердотельное и поверхностное моделирование
- Семейство деталей, детали переменной формы
- Полный набор инструментов для работы с листовыми деталями
- Полный набор инструментов для работы с большими сборками (за исключением работы с зонами)
- Поддержка сварных деталей/сборок
- Кинематический анализ механизмов
- Поддержка динамических сборок
- Библиотека стандартных изделий
- 3D-печать
- Solid Edge Frame Design — проектирование металлоконструкций
- Solid Edge ERA — создание разнесенных видов сборки, анимация движения механизмов
- Полный набор инструментов для оформления чертежной документации по ЕСКД
- PMI (нанесение на 3D-модель информации для изготовления — размеры, допуски, шероховатости и т. п.)
- Solid Edge Движение — базовый динамический анализ механизмов
- Полный набор трансляторов для импорта/экспорта данных (за исключением транслятора CATIA)
- Встроенные базовые возможности управления данными (без использования СУБД)
- Локальная, облачная либо плавающая сетевая лицензия

- Solid Edge Classic (включает в себя все возможности Solid Edge Foundation и ряд дополнительных функций и модулей)

- Закраска KeyShot — получение фотореалистичных изображений или анимации работы механизма в режиме рендеринга
- Инженерный справочник (проектный, проверочный расчет механических передач с автоматическим созданием 3D-моделей в Solid Edge)
- Solid Edge Standard Parts Machinery Library — каталоги машиностроительных стандартных деталей по ГОСТ и зарубежным стандартам (крепеж, сортовой прокат, подшипники)
- Simulation Express — модуль экспресс-анализа методом конечных элементов
- Solid Edge Insight — коллективная работа в рамках рабочей группы, на базе Microsoft SharePoint Foundation или Server

- Solid Edge Premium (наиболее полнофункциональная конфигурация системы; помимо функционала Solid Edge Foundation и Solid Edge Classic, включает в себя:

- Solid Edge XpresRoute — модуль проектирования трубопроводов
- Solid Edge Wire Harness Design — модуль проектирования электропроводки
- Solid Edge Simulation — модуль проведения расчетов методом конечных элементов

Solid Edge имеет четыре различных среды моделирования: «Деталь», «Сборка», «Листовая деталь», «Чертеж». Файлы, созданные в различных средах, имеют разное расширение: PAR, ASM, PSM, DFT, соответственно.

### Моделирование деталей
В первых версиях Solid Edge и вплоть до версии V20 использовалась технология параметрического моделирования на основе конструктивных элементов и дерева построения. Моделирование детали по этой технологии начинается с базового конструктивного элемента, созданного по 2D-эскизу. Это, как правило, выдавливание или круговое выдавливание, выступ по сечениям или по направляющей кривой. Каждый последующий элемент создается на основе предыдущего. В процессе редактирования какого-либо элемента модель «откатывается» по дереву к тому месту, где этот элемент находится, а все конструктивные элементы, находящиеся ниже того, который редактируется, временно погашаются. При этом пользователь не видит, каким образом изменяемый элемент влияет на все последующие, до тех пор, пока редактирование не будет завершено. В этом заключается принцип моделирования на основе истории.
Прямое моделирование, впервые появившееся в Solid Edge в версии V17, сделало возможным редактирование модели независимо от того, каким образом эта геометрия была получена: импортирована или создана в Solid Edge. В ранних версиях, вплоть до V20 включительно, прямое моделирование в Solid Edge работало с использованием параметрической технологии, то есть любая операция добавлялась в конец дерева построения, как и любые другие конструктивные элементы.

### Синхронная технология
Синхронная технология моделирования, интегрированная в Solid Edge, комбинирует прямое моделирование с параметризацией модели на основе управляющих размеров, добавляемых непосредственно в 3D-среде, без использования 2D-эскизов
. Параметрические 3D-связи также добавляются непосредственно в 3D-среде, обеспечивая параметрическое моделирование (на основе 3D-размеров и связей), синхронизируя геометрию, параметры и правила редактирования и обеспечивая возможность производить любые незапланированные изменения. Начиная с версии Solid Edge ST2 появилась возможность моделировать детали из листового металла с использованием синхронной технологии.
Синхронная технология также интегрирована в систему NX от Siemens PLM Software.

### Моделирование сборок
Сборка изделия в Solid Edge создаётся путём добавления деталей, сборочных единиц и стандартных компонентов с использованием широкого набора сборочных связей. Также доступны инструменты проектирования изделий методом «сверху вниз», то есть с определения структуры сборки и её компоновочного эскиза до создания файлов отдельных деталей.
В Solid Edge в среде сборки существуют специальные приложения, предназначенные для проектирования различных специализированных конструкций: металлоконструкций из стандартизированного прокатного профиля (модуль Frame Design), сварных изделий, трубопроводов (модуль XpresRoute), электропроводки (модуль Wire Harness Design), литейной оснастки (модуль Mold Tooling), электродов для изготовления литейной оснастки (Electrode Design) и сложных пластиковых деталей.

### Моделирование листовых деталей
Моделирование деталей из листового металла в Solid Edge имитирует процесс изготовления таких деталей: это создание исходного тела (пластины), сгибов и фланцев, элементов штамповки и создание разверток. Деталь из листового металла можно начать проектировать в виде твёрдого тела, затем на определённом этапе преобразовать в листовое. Такой подход очень удобен для проектирования в контексте сборки. Создание деталей из листового металла также возможно и с использованием синхронной технологии.

### Чертежи
Solid Edge содержит набор инструментов для создания чертежей на любой стадии работы над проектом. В Solid Edge можно создавать два типа чертежных видов: ассоциативные виды по 3D-модели и независимые чертежные виды по 2D-модели. Среда работы с чертежами в Solid Edge полностью совместима с российскими стандартами ЕСКД.
Существует выделенное бесплатное решение для создания чертежей, анализа различных вариантов проектных решений, построения диаграмм и простановки размеров — Solid Edge 2D Drafting.

### Интеграция с PDM-системами. Insight и Insight XT
Модуль Solid Edge Insight построен на основе платформы Microsoft SharePoint и представляет собой встроенный компонент Solid Edge для совместного управления данными об изделии (cPDM), поставляемый бесплатно. Летом 2012 года был анонсирован новый продукт Insight XT, являющийся дальнейшим развитием Insight. Ключевыми отличиями InsightXT от Insight является объектная модель данных, отдельный клиент, работающий в Интернет-браузере, браузер зависимостей между компонентами проекта, поддержка рабочих процессов и управления изменениями. С весны 2013 г. InsightXT известен как Solid Edge SP (Solid Edge для SharePoint).
Solid Edge имеет интеграцию с PLM платформой Teamcenter. Поддерживается как 2-, так и 4-слойная архитектура Teamcenter, а также локальная модель данных, соответствующая стандартам ЕСКД.

### Расчёты
В Solid Edge с синхронной технологией реализована среда для проведения инженерного анализа МКЭ — Solid Edge Simulation. Она создана на основе решения для инженерного анализа Femap c NX Nastran. В приложении Solid Edge Simulation поддерживается инженерный анализ не только деталей и листовых деталей, но и сборок, причем конструктор может задать разные условия контактного взаимодействия деталей (связанный контакт и скольжение с заданным коэффициентом трения). Приложение позволяет выполнять наиболее востребованные виды анализа: статический, модальный, поиск форм потери устойчивости, стационарный тепловой.

### Проектирование печатных плат
В Solid Edge 2019 появились новые инструменты для проектирования печатных плат. Solid Edge PCB Design основан на программном продукте PADS Professional компании Mentor Graphics. PADS Professional объединяет в себе всё самое лучшее из решений «верхнего» и «среднего» уровней: положенная в её основу мощная технология Mentor Graphics Xpedition сочетается с удобством, экономичностью, простотой освоения и использования. Известная и признанная во всем мире технология Xpedition применяется для проектирования самых сложных печатных плат.

### Проектирование электропроводки
В составе Solid Edge 2019 появились новые инструменты для проектирования электропроводки. Solid Edge 2019 Electrical Design включает Solid Edge Wiring Design схемотехнический редактор, предназначенный для проектирования электропроводки, создания и проверки монтажной схемы соединений; Solid Edge Harness Design создание необходимых для производства чертежей раскладок жгутов и кабелей; Solid Edge Electrical Routing управление процессами для создания, маршрутизации и организации проводов, кабелей, жгутов в сборке Solid Edge.
Solid Edge предлагает гибкий портфель профессиональных программных продуктов, направленных на разные аспекты процесса развития продукта в разных отраслях промышленности: машиностроения, энергетики, приборостроения, судостроения, производства народного потребления и так далее.
Среди российских пользователей Solid Edge такие компании как: Алексинский завод тяжелой промышленной арматуры, Уральский оптико-механический завод, ОАО «СТАР», ОАО «Карачаровский механический завод», ЗАО «Научно-производственное объединение „Интротест“», ООО «Волгоградская машиностроительная компания „ВгТЗ“», ОАО «Электромашиностроительный завод „Лепсе“», НПО «Наука» и др.

## Образовательная программа
С 2011 года студентам предоставляется бесплатная студенческая версия Solid Edge Student Edition для индивидуального использования в учебных целях. В декабре 2013 года появилась бесплатная версия Solid Edge для учителей средних школ — Solid Edge High School Edition.